# San Cristóbal de Boedo
San Cristóbal de Boedo ist ein Ort und eine nordspanische Gemeinde (municipio) mit 20 Einwohnern (Stand: 2024) in der Provinz Palencia der Autonomen Gemeinschaft Kastilien-León. 

## Lage und Klima
San Cristóbal de Boedo liegt in der altkastilischen Meseta in einer Höhe von ca. 885 m. Die Provinzhauptstadt Palencia befindet sich gut 60 km (Fahrtstrecke) südsüdwestlich. Das Klima im Winter ist kühl, im Sommer dagegen trotz der Höhenlage gemäßigt bis warm; Niederschläge (ca. 590 mm/Jahr) fallen überwiegend im Winterhalbjahr.

## Bevölkerungsentwicklung
| Jahr      | 1970 | 1981 | 1991 | 2001 | 2011 | 2021 |
| Einwohner | 116  | 76   | 56   | 41   | 25   | 23   |

## Sehenswürdigkeiten

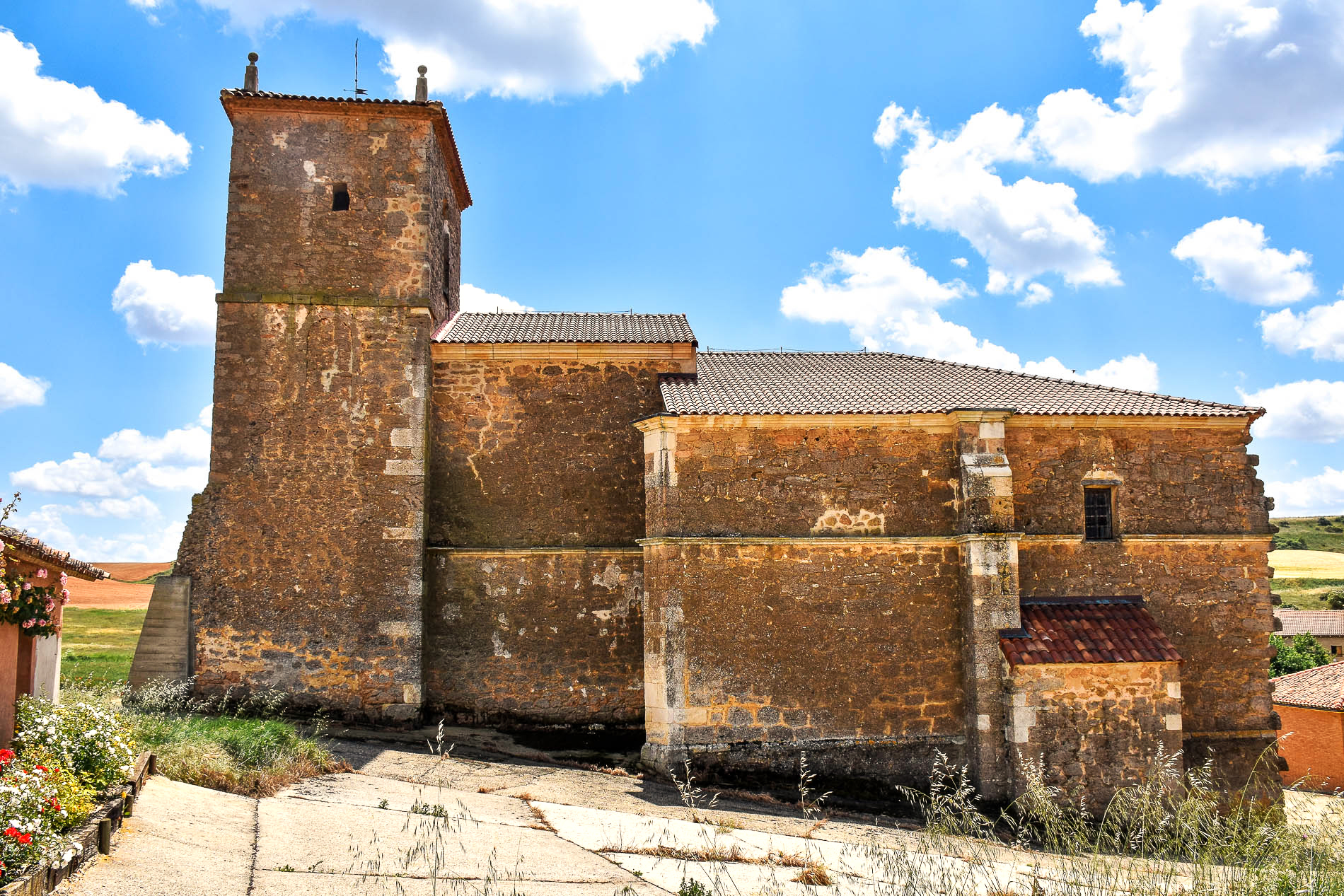
Facundus-und-Primitivus-Kirche
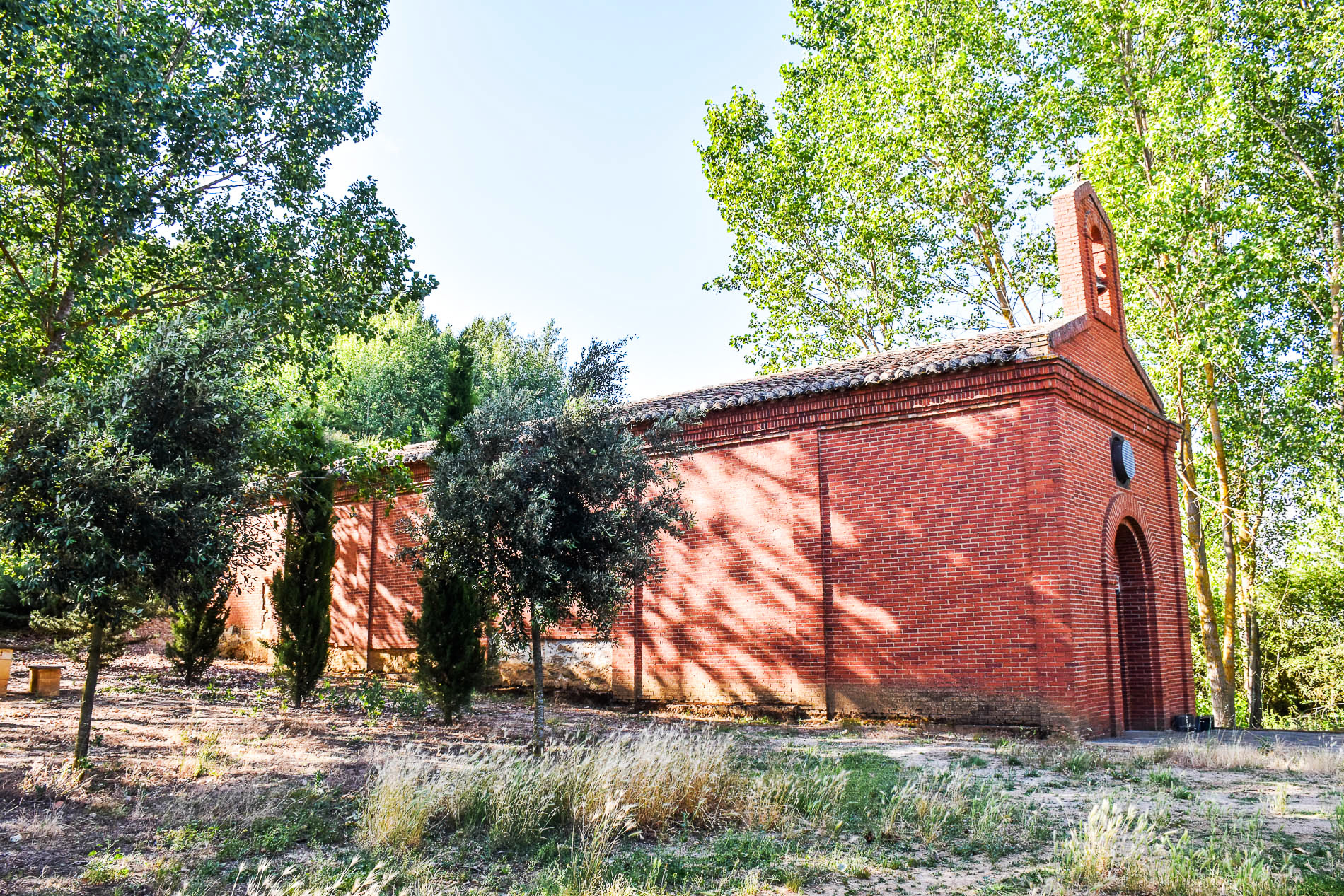
Marienkapelle
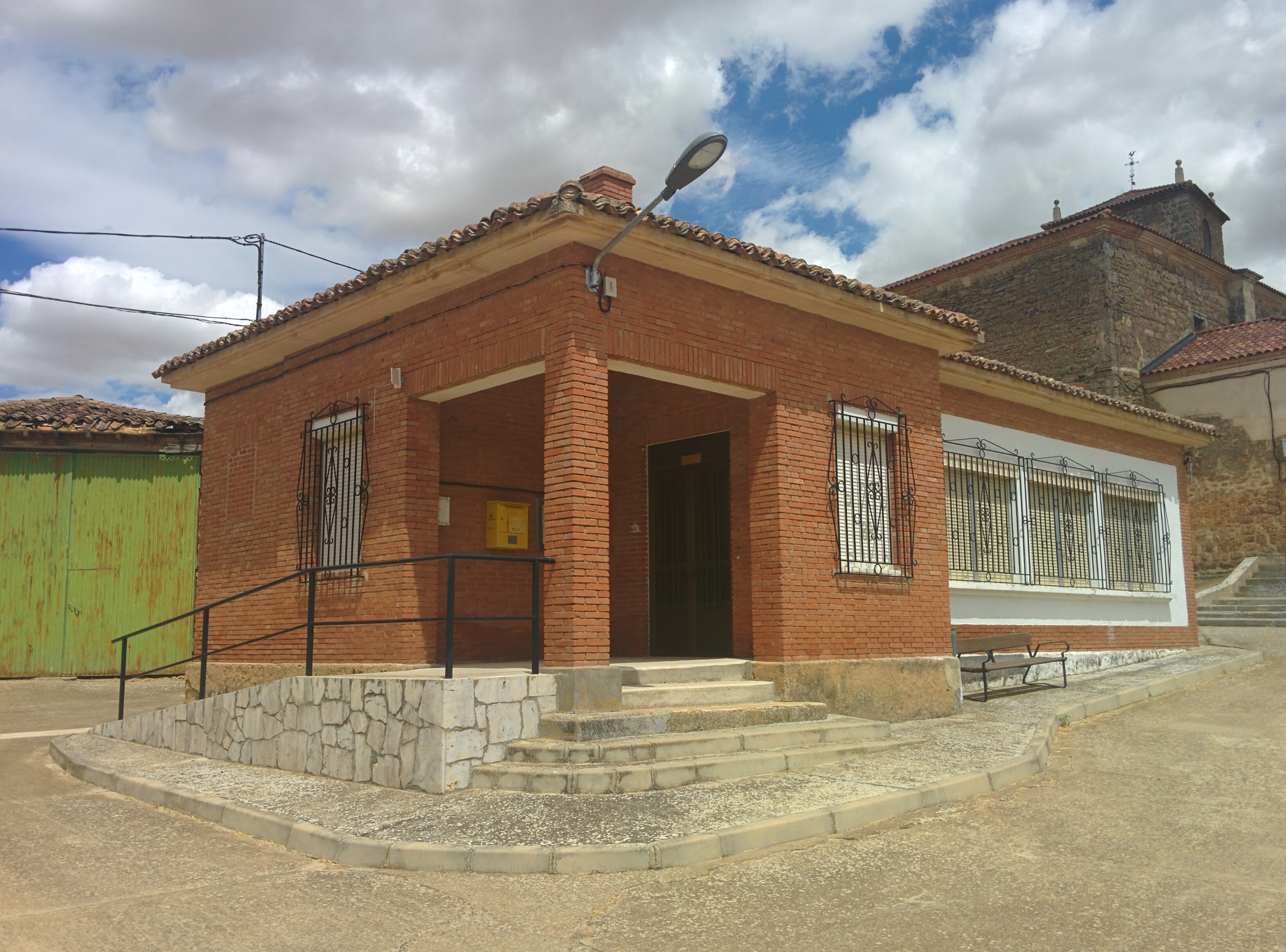
Rathaus

- Facundus-und-Primitivus-Kirche
- Marienkapelle
- Rathaus